# Harry Stevens (constructeur)
Harry Stevens (Wednesfield (Wolverhampton), 28 juli 1876) was een Brits constructeur en een van de oprichters van het motorfietsmerk AJS. 

## Persoonlijk leven
Harry was de oudste zoon van Joseph Stevens sr. (1855-1941) en Sarah Ann Preston (1855-1907). Joseph sr. was begonnen als smid in Wednesfield, maar had zich gespecialieerd in de productie van persen. Joseph en Sarah kregen negen kinderen: Lucy (1875), Harry (1876), George (1878), Joseph jr. (1881), Lily (1884), Albert John ("Jack") (1885), Ethel (1888), Daisy (1890) en William ("Billie") (1893). Harry en Joseph jr. traden al jong bij hun vader's bedrijf J. Stevens Co. in dienst. Harry trouwde in 1899  met Lucy Anne ("Annie") Game. In 1901 woonden Harry en Lucy Anne aan Ruby Street in Wolverhampton. Harry stond ingeschreven als schroef- en klinknagelmaker, maar hij was al druk bezig met de ontwikkeling van zijn eigen stationaire motor en machines voor zijn vader's bedrijf. In 1904 werd dochter Edna Mary geboren, maar zij overleed op achtjarige leeftijd op 25 februari 1913. In 1911 woonden ze aan Mander Street en stond Harry ingeschreven als producent van petroleum-motoren. In 1915 raakte Harry zwaargewond bij een ongeval met een AJS Sociable. Annie raakte lichtgewond. In 1939 woonden Harry en Annie aan Windsor Avenue. Harry stond ingeschreven als ingenieur.

## Stevens Motor Mfg. Co.
Aan het einde van de 19e eeuw werkten Harry en Joseph jr. als bankwerker in het bedrijf van hun vader. Harry was de technische man, die al verschillende machines voor vader's bedrijf had ontwikkeld. Aan het einde van de jaren negentig kocht Joseph sr. een Amerikaanse stationaire motor van het merk Mitchell. Dat trok de aandacht van Harry, vooral toen het motortje nogal onbetrouwbaar bleek te zijn. Harry verbeterde het en monteerde het in 1899 in een BSA-fietsframe. Hij bouwde uiteindelijk samen met broer Joseph jr. een eigen stationaire motor. Ze lieten de gietstukken bij een bedrijf in Derby maken en bouwden de motor in hun vrije tijd. Het werd een succes. Hoewel de carburateur van een oud mosterblikje was gemaakt, was de motor betrouwbaar en sterker dan de Mitchell-motor. Ze leverde 1¾ pk. Joseph jr. besloot de motor te gaan verkopen aan de industrie in Wolverhampton en richtte daarom in 1899 de Stevens Motor Manufacturing Company op. In 1903 bouwden de gebroeders Stevens hun voorlopig enige motorfiets. Zus Lily, 19 jaar oud, werd de eerste vrouwelijke motorrijder van Wolverhampton toen ze de machine door de straten reed. William Clarke van de firma Wearwell Cycle Works raakte geïnteresseerd. Hij had in Pountney Street zijn eigen bedrijf opgericht. Voor de Wearwell-fietsen werden door J. Stevens Co. al spaken, bouten en moeren geleverd. Clarke sloot een contract met de gebroeders Stevens voor de levering van een vast aantal inbouwmotoren per week. Zo ontstond het merk Wearwell-Stevens, maar ook Clyno en Sunbeam startten hun gemotoriseerde bestaan met inbouwmotoren van Harry Stevens. Hoewel de verkoop van de motoren van Stevens MMC aanvankelijk goed liep, zorgde een daling in de verkopen in 1905 voor financiële zorgen. Om de productie van bouten, moeren, klinknagels, draadeinden en andere producten veilig te stellen, richtte Joseph Stevens sr. in 1906 de Stevens Screw Company Ltd. op. Daarvoor kocht hij een grote fabriek tussen Retreat Street en Penn Road. Schuin tegenover aan Retreat Street lag vanaf 1909 de fabriek van Stevens MMC. Joseph sr. werd er directeur en Lily en Daisy werkten er.

## A.J. Stevens & Co (AJS)
In 1909 bouwden Harry, Joseph jr., George en Albert John het bedrijf Stevens Motor Mfg. Co. om tot A.J. Stevens & Co. (AJS). De grootste investering kwam van Harry, van het geld dat hij had ontvangen voor het ontwerp van de eerste Sunbeam-motorfiets. De naam van het merk kwam van de enige broer met twee voornamen: Albert John Stevens. Na jarenlang alleen inbouwmotoren te hebben geleverd wilden ze nu onder eigen naam gaan deelnemen aan de TT van Man. Ze betrokken aanvankelijk een fabriek aan Retreat Street tegenover de Stevens Screw Company, maar verhuisden in 1917 naar het landgoed Graiseley Hill. In de jaren tien begonnen ze met de productie van lichte motorfietsen, de AJS Modellen A en B, maar ook met de zware AJS V-twins die vooral als zijspantrekker dienst deden. Omdat het voor het voortbestaan van het bedrijf nodig was om de productie te verhogen werd in 1914 A.J. Stevens & Company (1914) Limited opgericht, met een bedrijfskapitaal van 50.000 pond en met als directeuren George Stevens, Harry Stevens, Albert John Stevens, Joe Stevens jr., E. E. Lamb (beurshandelaar), en E. L. Morcom (ingenieur). In de praktijk bleef Harry de technische man die de motorfietsen ontwikkelde, terwijl Joseph jr. als bedrijfsleider functioneerde. Een levering van 1100 motorfietsen aan het Russische leger en de productie van munitie zorgde ervoor dat hun bedrijf de Eerste Wereldoorlog overleefde. In de jaren twintig werd de lijn uitgebreid met 250-, 350- en 500cc-eencilinders, maar na de Beurskrach van 1929 ging het slecht en in 1930 besloten de aandeelhouders om het faillissement aan te vragen. Het merk AJS werd verkocht aan Matchless in Woolwich. De motorfietsproductie werd onmiddellijk overgebracht naar Londen. AJS maakte inmiddels ook auto's, waarvan de productie werd overgenomen door Crossley Motors, en radio's, die werden overgenomen door Symphony Gramophone and Radio Company Limited. AJS motorfietsen bestond onder de paraplu van Matchless nog tot de jaren zestig, maar zonder inmenging van de familie Stevens.

## AJS Wireless and Scientific Instruments
Harry Stevens was al voor de Eerste Wereldoorlog een enthousiast radioamateur. Tijdens de oorlog moest hij zijn apparatuur inleveren, maar hij bouwde zijn eigen apparatuur waarmee hij met zijn broer Joe Jr. (aan het andere einde van de straat) communiceerde. In 1922, toen de eerste radiostations waren opgezet en de BBC was opgericht, wist hij de rest van de directie ervan te overtuigen dat radio's een grote toekomst hadden. Op 27 april 1922 werd er vanuit de AJS-fabriek een concert en radio-demonstratie gegeven. In Lower Walsall Street werden gebouwen bijgebouwd voor de radioproductie. In 1923 werden de eerste radio's geleverd. Men produceerde vele modellen, waaronder ook radiomeubels en koptelefoons. Omdat de radio-verkopen seizoensgebonden waren produceerde men ook een straalkacheltje dat men achterover kon kantelen om er een kooktoestel van te maken. Alle AJS producten waren gericht op de top van de markt. Het duurste model kostte aanvankelijk £ 75, veel meer dan een AJS motorfiets. Rond 1925 liep de verkoop goed, met tien modellen tussen £ 14 en £ 50. De productie werd uitgebreid en men verhuisde naar een fabriek in Stewart Street. De ontwikkelingen ging echter heel snel, en AJS had moeite om deze bij te houden, te meer omdat de motorfiets- en autoverkopen uitstekend liepen. Rond 1926 begonnen de prijzen van radio's te dalen en AJS moest overschakelen op massaproductie. Er werden vooral vrouwen voor dit werk gebruikt, omdat men ervan uitging dat ze preciezer werkten dan mannen. De droom van Harry Stevens zou echter niet bewaarheid worden. De recessie kwam er aan, en Stevens produceerde geen radio's voor het lichtnet, maar alleen batterij-apparaten. Er zouden grote investeringen nodig zijn om de concurrentie het hoofd te bieden. In 1928 werd de radiofabriek verkocht aan de Symphony Gramophone and Radio Company.

## Stevens Brothers Ltd.
De familie Stevens bezat een flink aantal fabrieken in Wolverhampton, maar na het faillissement van AJS was daar alleen nog de fabriek van de Stevens Screw Company aan Retreat Street van over. In mei 1932 begonnen ze daar Stevens Brothers (Wolverhampton) Limited. Samen met een aantal vrijwilligers ontwikkelden ze het "Stevens Light Commercial Vehicle", een driewielig bestelautootje met een watergekoelde 588cc-eencilinderzijklepmotor en een motorfiets-voorvork. De bestelwagentjes verkochten goed en al snel werd een fabrieksgebouw aan de overkant van de straat gehuurd om de productie op te voeren. Ze werden in series van zes gebouwd: steeds als er een serie was verkocht begon de productie van de volgende serie. In 1935 werd het voertuig verbeterd. De vraag begon te dalen omdat klanten kozen voor meer comfortabele vierwielige bestelvoertuigen. In 1936 werd de productie beëindigd. Waarschijnlijk zijn er ca. 500 exemplaren van het Stevens Light Commercial Vehicle gebouwd. In maart 1934 verschenen de eerste Stevens-motorfietsen, 250cc-modellen die in 1935 gevolgd werden door twee 350cc-modellen en een 500cc-model. Toen de dreiging van de Tweede Wereldoorlog begon realiseerden de broers zich dat een klein merk als Stevens Brothers geen motorfiets-opdrachten van het War Department zou krijgen en ze beëindigden de productie. De laatste twee machines werden speciaal gebouwd voor Alec, een zoon van Joseph jr., en Jim, een zoon van William. 
In November 1938 adverteerde Stevens Brothers met licht engineering werk, machineonderdelen, montage, draad en buisproductie, laswerk en licht perswerk. William (little Billie) nam de leiding van de Stevens Screw Company over van zijn vader, terwijl zijn zoon Jim na zijn schooltijd bij Stevens Brothers ging werken. Tijdens de Tweede Wereldoorlog maakte Stevens Brothers onderdelen voor vliegtuigfabrikanten als Bristol, AVRO en Handley Page. Ze waren de enige producent van de diepte-afstelling van de torpedo's van de Fairey Swordfish-torpedobommenwerpers.

## Ajax inbouwmotoren
Vanaf 1934 leverden de gebroeders Stevens ook 250-, 350- en 500cc-kopklepmotoren als inbouwmotor voor merken als AJW en OK Supreme. Dat deden ze onder de merknaam "Ajax".

## Brough Superior FA 2 Golden Dream
Op verzoek van George Brough ontwikkelde Harry Stevens eind jaren dertig een 1000cc-H-motor. Deze was bedoeld voor de Brough Superior FA 2 Golden Dream. In 1938 werden vijf prototypen van deze machine gebouwd, maar ze kwam - mede door de dreiging van de Tweede Wereldoorlog - nooit in productie. 

## Afbeeldingen

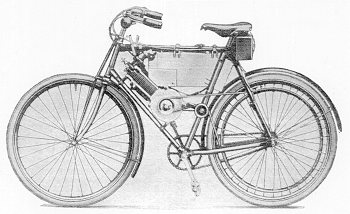
De eerste stapjes op motorfietsgebied van Harry Stevens: een Mitchell-industrieblokje in een BSA-fietsframe, gebouwd in 1899.
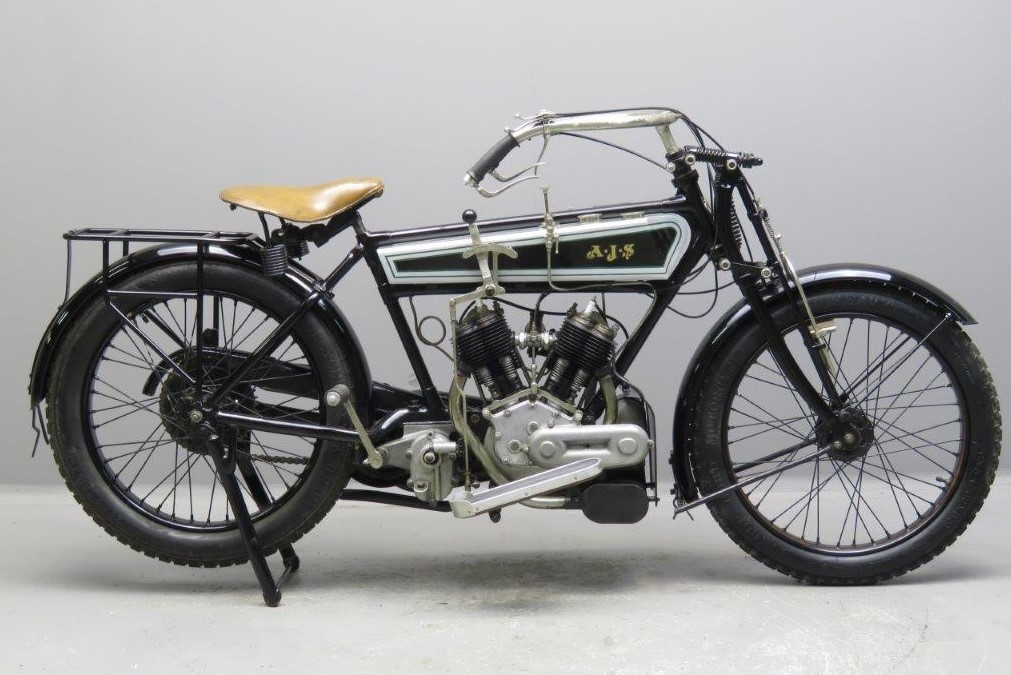
AJS Model A 550cc-V-twin uit 1916.
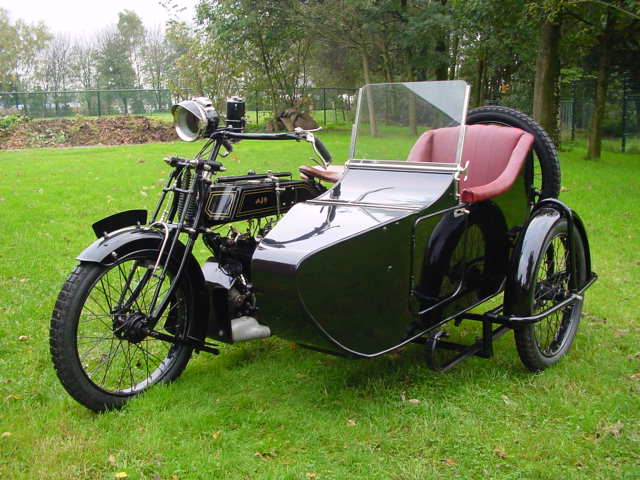
Door de overname van Hayward kon AJS een groot scala aan zijspannen leveren.
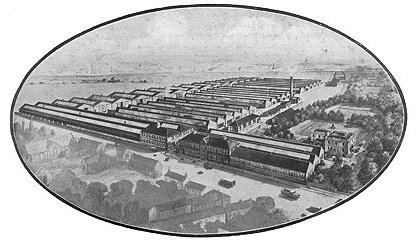
De Graiseley Hill Works in 1922
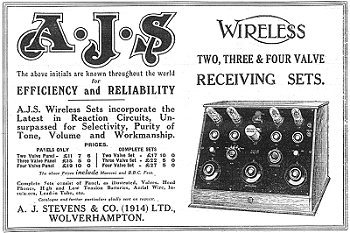
Advertentie voor de AJS "wireless receiver" uit 1923

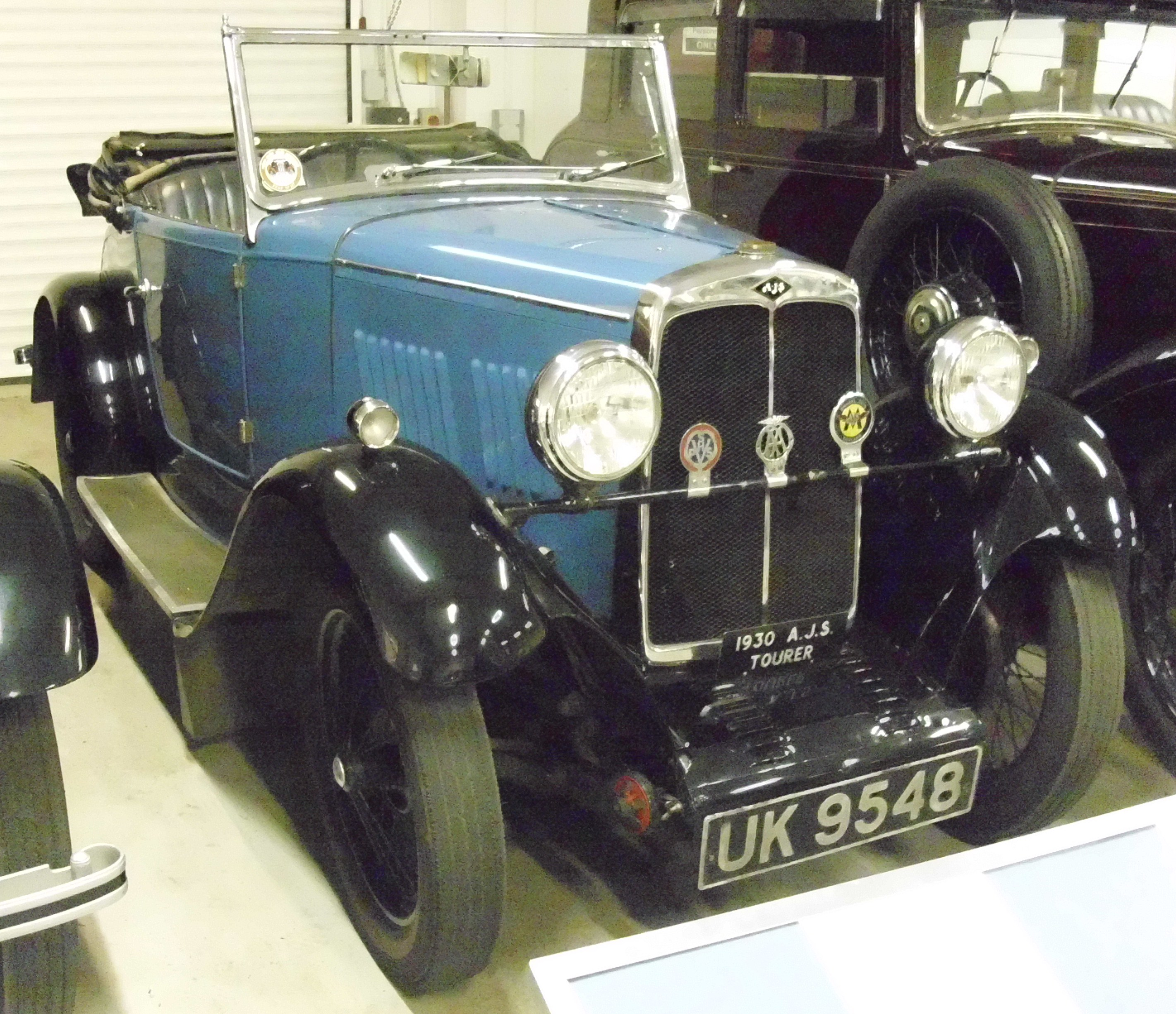
De AJS 9-auto kwam nooit van de grond.
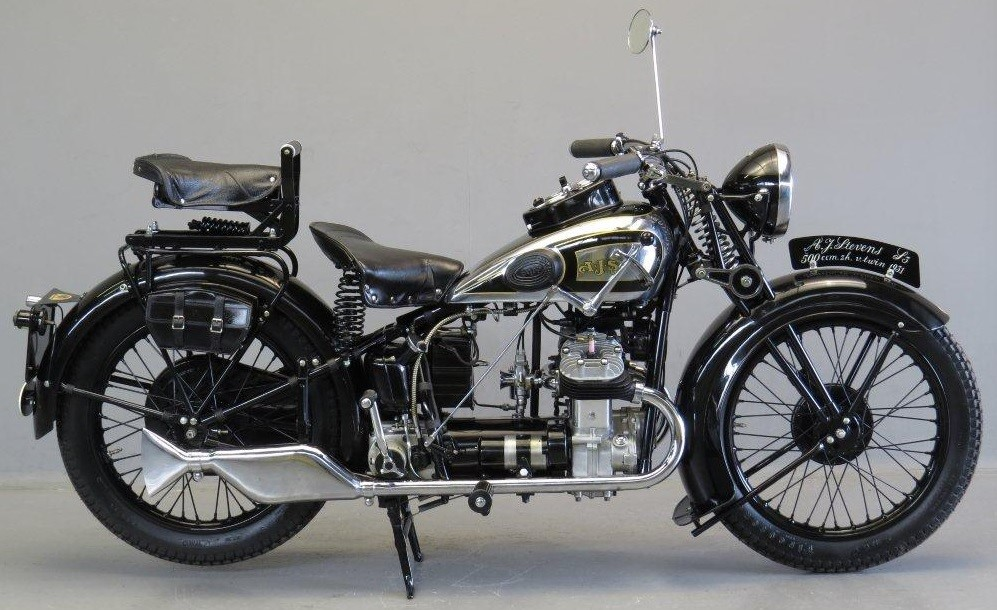
Het AJS Model S3 was het laatste dat AJS ontwikkelde. Juist in de crisistijd (1930) was de machine veel te duur.
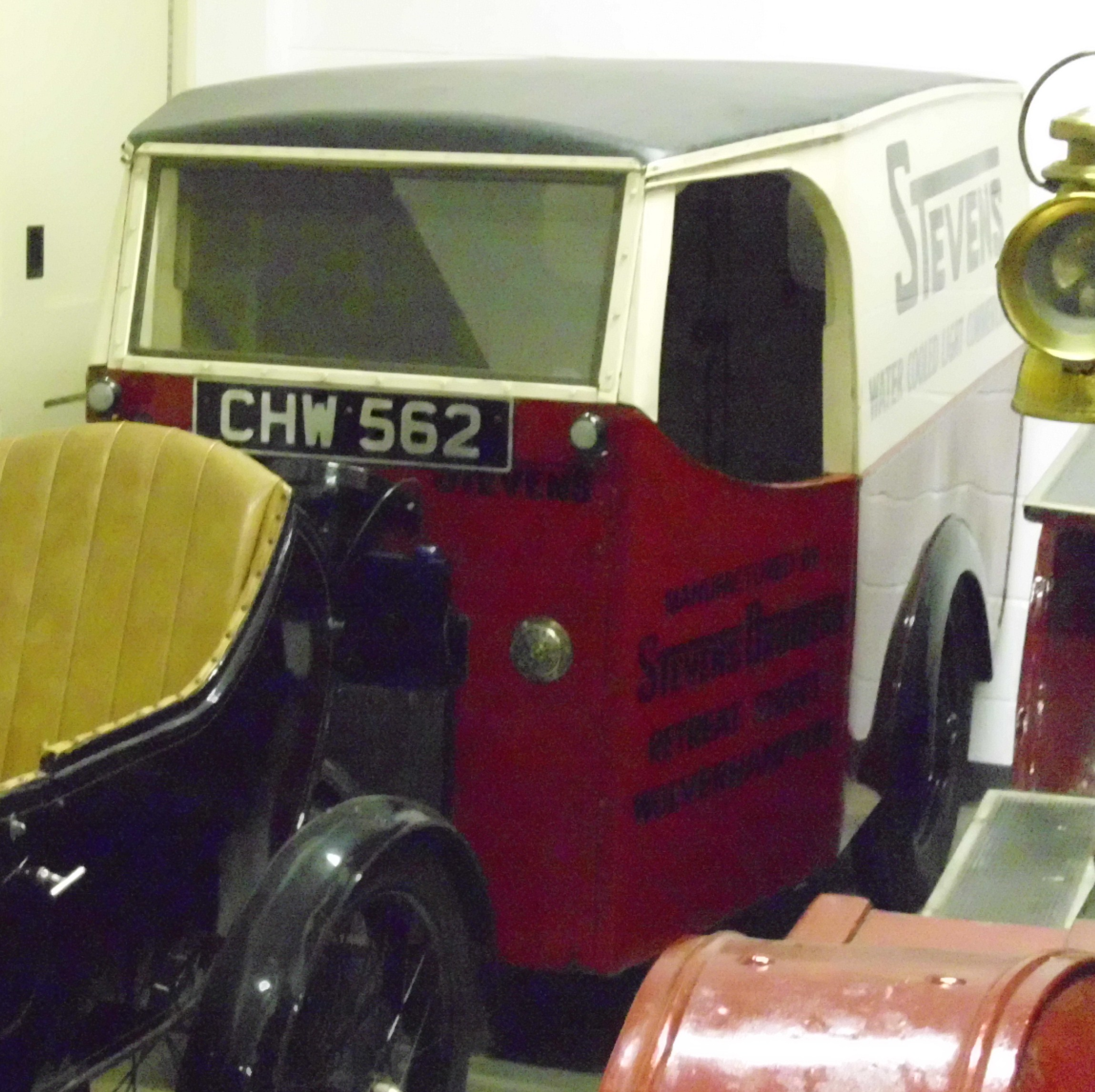
Stevens Light Commercial Vehicle uit 1936
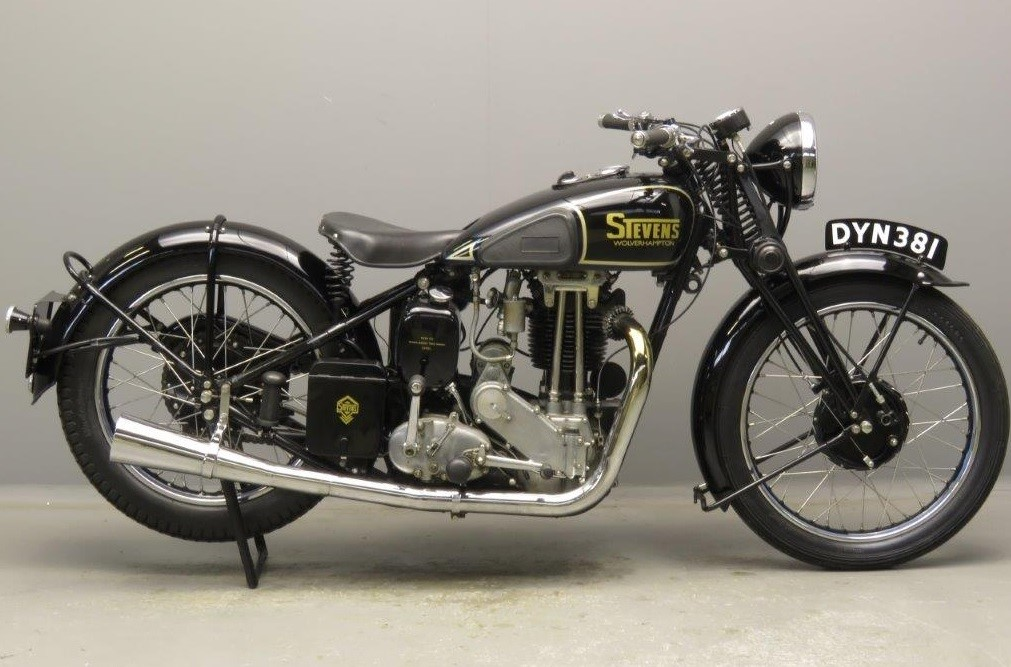
Stevens Model L.P.5 uit 1937.
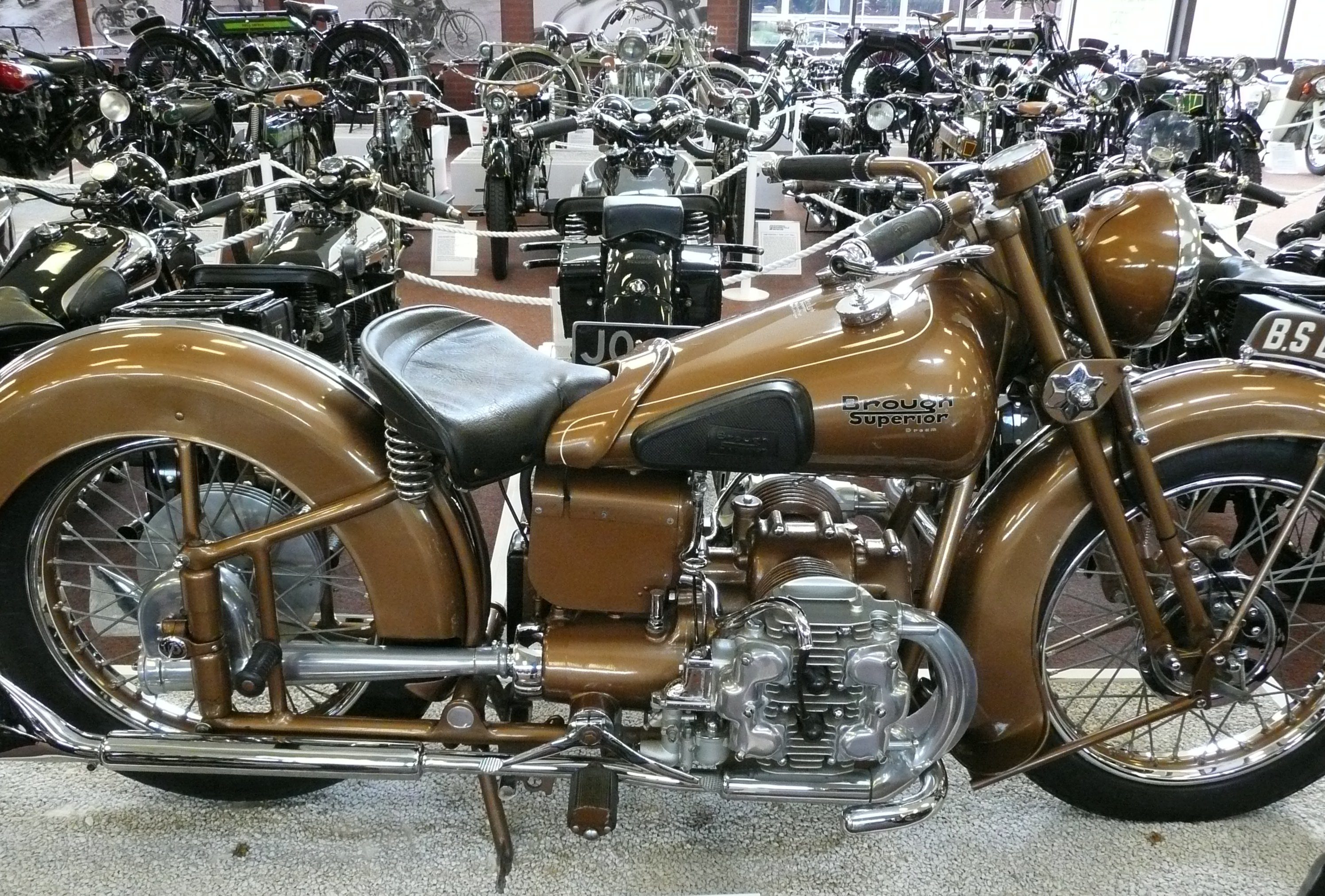
Harry Stevens bouwde de H-motor voor de Brough Superior Golden Dream van 1938